# Puisieux, Pas-de-Calais
Puisieux là một xã trong tỉnh Pas-de-Calais, vùng Hauts-de-France, Pháp.

## Địa lý
Puisieux có cự ly 14 dặm (23 km) về phía nam Arras, tại giao lộ của các tuyến đường D919, D27 và D6.

## Dân số
| 1962                                                              | 1968 | 1975 | 1982 | 1990 | 1999 | 2006 |
| ----------------------------------------------------------------- | ---- | ---- | ---- | ---- | ---- | ---- |
| 566                                                               | 629  | 599  | 658  | 613  | 609  | 633  |
| Số liệu điều tra dân số tính từ năm 1962, dân số chỉ tính một lần |      |      |      |      |      |      |

## Địa điểm nổi bật
- Nhà thờ St.Denis, được xây lại sau Chiến tranh thế giới thứ nhất.
- A war memorial.